# Patti Marina in Sicilia
Patti Marina in Sicilia (reportage di Otello Profazio) è il 13° album discografico di Otello Profazio, pubblicato in Italia nel 1978.

## Descrizione
Il reportage e le musiche fanno parte del folklore di Patti.

## Tracce
Lato A
1. Mi partu di Palermu e vaju a Patti
2. Reportage da Patti Marina n° 1
3. La ‘ncincirinella

Lato B
1. Reportage da Patti Marina n° 2